# 8467 Benoîtcarry
(8467) Benoitcarry, denumire internațională (8467) Benoîtcarry, este un asteroid din centura principală de asteroizi.

## Descriere
8467 Benoîtcarry este un asteroid din centura principală de asteroizi. A fost descoperit pe 2 martie 1981 la Siding Spring de Schelte J. Bus. Asteroidul prezintă o orbită caracterizată de o semiaxă mare de 3,21 ua, o excentricitate de 0,06 și o înclinație de 10,5° în raport cu ecliptica.